# .cz
.czは、国別コードトップレベルドメイン (ccTLD)の一つで、チェコに割り当てられている。このドメインは、CZ.NICによって運営されている。登録は公認レジストラを通して行われる。
1993年のチェコスロバキア連邦解消前までは、.csを使用していた。
2008年12月に.czドメインは登録数が50万件に達した。
2024年11月時点では約1,478,800個のドメインが登録されている。